# Меницкий, Валерий Евгеньевич
Валерий Евгеньевич Меницкий (8 февраля 1944, Москва — 15 января 2008, Москва) — заслуженный лётчик-испытатель СССР, шеф-пилот ОКБ имени Микояна, заместитель генерального конструктора ОКБ имени Микояна (1992—2008), советник мэра Москвы по авиации, председатель Совета директоров ОАО «Атлант-Союз» (авиакомпания правительства Москвы). Герой Советского Союза (1982). Лауреат Ленинской премии.

## Биография
Родился в 1944 году в Москве.

Могила Меницкого на Троекуровском кладбище Москвы.

- В 1961—1965 годах проходил обучение в Тамбовском высшем военном авиационном училище лётчиков.
- В 1965—1968 годах инструктор в Тамбовском высшем военном авиационном училище лётчиков.
- В 1968—1969 годах — слушатель Школы лётчиков-испытателей в Жуковском.
- С 1969 года — на испытательной работе в ОКБ А. И. Микояна. 15 июня 1978 года катапультировался на малой высоте из-за пожара на опытном экземпляре МиГ-29, получил серьёзные травмы. Осенью 1979 года на заводском аэродроме "Горький" в экипаже со вторым пилотом Виктором Васильевичем Рындиным на двухместном сверхзвуковом всепогодном истребителе-перехватчике МиГ-31 совершил аварийную посадку из-за отказа обоих двигателей (заклинивание и дефект топливной системы).
- В 1975 году окончил Московский авиационный институт по специальности «инженер-конструктор ЛА».
- В 1984—1993 годах — шеф-пилот ОКБ А. И. Микояна.
- C 1992 года — заместитель генерального конструктора ОКБ.

## Награды и звания
- Герой Советского Союза (1982);
- орден Ленина (1982);
- орден «Знак Почёта» (1974);
- медали;
- Ленинская премия (1986);

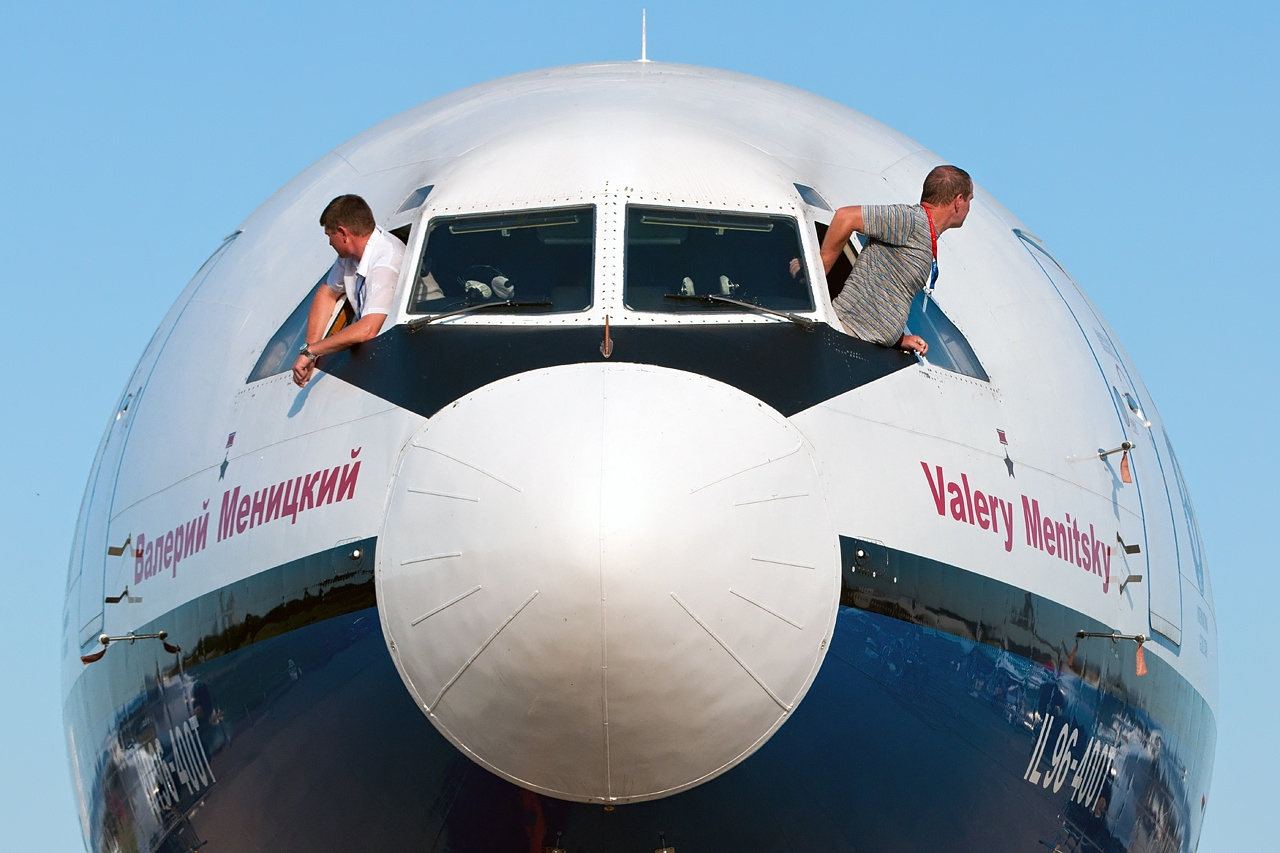
Ил-96-400Т RA-96102 «Валерий Меницкий».

- международная   премия   Laurels  еженедельника Авиации и Космических технологий (1990);
- Заслуженный лётчик-испытатель СССР (1983);
- Большая золотая медаль ФАИ (2002);
- общественная награда знак ордена св. Александра Невского «За труды и Отечество» второй степени (2003);
- золотой знак «Почётный летчик Югославии»;
- обладатель почётного титула «Национальный герой» главной национальной общественной премии «Российский Национальный Олимп» (2004).

## Сочинения
Меницкий В. Моя небесная жизнь. — М.: Олма-Пресс, 1999. — 752 с. — ISBN 5-224-00546-9.

## Память
Имя В. Е. Меницкого носил Ил-96-400Т RA-96102 компании «Полет».
В 2005 году был снят 4-серийный мини-сериал «Небесная жизнь» по мотивам книги «Моя небесная жизнь».